# کلارا لی
کلارا لی (کره‌ای: 클라라 리؛ زادهٔ لی سونگ مین (کره‌ای: 이성민) در ۱۴ ژانویه ۱۹۸۵) که بیشتر با نام کلارا (Clara) شناخته می‌شود، بازیگر و مدل بریتانیایی متولد سوئیس و مستقر در کره جنوبی است.